# 8966 Хортулана
8966 Хортулана (8966 Hortulana) — астероїд головного поясу, відкритий 26 березня 1971 року.
Тіссеранів параметр щодо Юпітера — 3,218.